# Новоназарівка
Новоназарівка (рос. Новоназаровка) — село у Бєлогорському районі Амурської області Російської Федерації. Розташоване на території українського історичного та етнічного краю Зелений Клин.
Входить до складу муніципального утворення Некрасівська сільрада. Населення становить 40 осіб (2018).

## Історія
З 4 січня 1926 року до 30 липня 1930 року належало до новоутвореного Александрівського району Амурської округи Далекосхідного краю, що відповідав нинішньому Бєлогорському району. З 20 жовтня 1932 року ввійшло до складу новоутвореної Амурської області.
З 19 січня 2005 року входить до складу муніципального утворення Некрасівська сільрада.

## Населення
| 2002 | 2010 | 2012 | 2013 | 2014 | 2015 | 2016 |
| ---- | ---- | ---- | ---- | ---- | ---- | ---- |
| 115  | ↘52  | ↗54  | ↗55  | →55  | ↘48  | ↘43  |
| 2017 | 2018 |      |      |      |      |      |
| →43  | ↘40  |      |      |      |      |      |